# ウルトラマン (1991年版ゲーム)
『ウルトラマン』は、1991年にバンダイから発売されたスーパーファミコン用アクションゲームである。特撮テレビシリーズ『ウルトラマン』（1966年 - 1967年）を原作としており、「ウルトラマン」は劇中に登場するヒーローの名称である。同年にアーケードゲーム、ゲームボーイに移植された他、1993年にはメガドライブに移植された。2001年にはリメイク版であるワンダースワンカラー用ソフト『ウルトラマン 光の国の使者』が発売された他、2006年には携帯電話アプリゲームとしてiアプリ、S!アプリにて配信された。本記事は、ゲームシステムが大きく異なるワンダースワンカラー版を除く各機種版について詳述する。

## 概要
光の巨人ウルトラマンを操作し、地球侵略を企む怪獣を倒すことを目的とした2Dアクションゲーム。ゲームの内容は対戦型格闘ゲームに近いがゲームボーイ版とワンダースワンカラー版をのぞき2P対戦機能はなく、基本的にはステージクリア式の一人プレイ専用ゲームとなっている。
原作作品を忠実に再現した作品で、オープニング映像やウルトラマンのリアルな動きやボイスなど演出面において特に評価が高く、ゲームデザインも「制限時間3分以内に怪獣を倒さないと敗北」「残り時間が60秒をきるとカラータイマーが点滅を始め、BGMが変化する」など原作の設定を意識したものとなっている。また、一般的な格闘ゲームと違って怪獣の体力を0にしただけでは倒すことができず、必ずフィニッシュ用必殺技（スペシウム光線）を使ってとどめを刺す必要がある点も特徴で、この要素がゲームの難易度と緊張感を高める要素にもなっている。
スーパーファミコン版はゲーム誌『ファミコン通信』の「クロスレビュー」にてシルバー殿堂入りを獲得、アーケード版はゲーム誌『ゲーメスト』の企画「第5回ゲーメスト大賞」（1991年度）にてベストアクション賞9位、ベスト演出賞8位を獲得した。

## ゲームの内容
ウルトラマンと怪獣の一対一でバトルを行うアクションゲームで、ステージは、スーパーファミコン版とメガドライブ版は全10面、アーケード版は全13面、ゲームボーイ版は全9面。
怪獣は攻撃を当てることで体力ゲージを減らせるが、ゼロにするだけではいくら攻撃しても倒すことができない。パンチなどの攻撃で怪獣の体力ゲージをゼロにすると、ゲージ上に「FINISH」の文字が表示され、この間に最大必殺技の「スペシウム光線」を使用することで勝利となる。
ウルトラマンも怪獣も時間経過とともに体力が徐々に回復するが、ウルトラマン側はさらに時間経過とともに必殺技ゲージが溜まっていく。必殺技ゲージは16目盛り4×4の4段階に分かれており、使いたい技にカーソルを合わせてから必殺技ボタンを押すことで、ゲージを消費して強力な必殺技を出せる。前述したとおり、怪獣を倒すにはゲージを最大まで溜めて「スペシウム光線」を使用することが必須であり、必殺技ゲージが足りない場合はゲージが溜まりきるまで待つ必要があるのだが、時間経過で怪獣の体力が1でも回復すると「FINISH」の表示が消えてしまい、再度攻撃をして体力を0にさせる必要がある。スペシウム光線をFINISHでないときに使用してしまったり、外してしまったりすると、必殺技ゲージを溜め直すために大きなタイムロスとなるうえ、制限時間の3分が経過するとウルトラマンの敗北になってしまうというルールも存在するため、手に汗握る緊張感の高いバトルが楽しめるようになっている。必殺技ゲージは、残り制限時間が1分を切りカラータイマーが鳴りはじめると、最大で4倍程度まで溜まる時間が加速する。
必殺技は消費の少ない順に以下のものがある。
- 1ゲージ（4目盛り）：スラッシュ光線（SLASH、略称はSL）
- 2ゲージ（8目盛り）：アタック光線（ATTACK、略称AT）
- 3ゲージ（12目盛り）：ウルトラスラッシュ（ULT.S、略称はUS）
- 4ゲージ（16目盛り）：スペシウム光線（FINAL、略称はSP）

このほか、目盛り1つ分を消費して敵の攻撃を跳ね返す「ウルトラバリヤー」も使える。また、アーケード版のみ、スペシウム光線以外の3つの必殺技を使用したときのゲージ消費量が必要量の6割程度と少なくなっている。
ウルトラマンの体力がなくなるか、時間切れになるとウルトラマンが倒れてしまいゲームオーバー。アーケード版では残機の概念がなく、コンティニューが無制限に可能。家庭用版では残機（最初は2機持つ）を消費して再挑戦できるが、残機がなくなるとコンティニュー不可で、ステージ1からやり直しとなる。コンティニューすると、怪獣の体力は直前のバトルから少し回復した状態での再挑戦となる。残機はステージクリア時にスコア50000点ごとに1増える。家庭用機種ではステージクリア時に残り秒数×40点（最大で4800点）、残り体力（最大で3840点）、残機の数×8000点がボーナス点として精算される以外は点数が入らず、残機ボーナスの比重が非常に高いため、残機を増やすには残機をなるべく多く残す必要がある。

## 登場怪獣・宇宙人
以下はスーパーファミコン版、メガドライブ版における登場順。
宇宙怪獣 ベムラー
光線を吐く。
地底怪獣 テレスドン（アーケード版ではステージ5）
火炎を吐く。長い尻尾攻撃もあり。
ゲームボーイ版では未登場。
棲星怪獣 ジャミラ（アーケード版ではステージ4、ゲームボーイ版ではステージ5）
火炎を吐く。テレスドンと違い、射程が無限。倒した後の演出が他と違い、科特隊がジャミラの墓標で追悼するシーンになっている。またアーケード版では止めがスペシウム光線ではなく、ウルトラ水流になる。
四次元怪獣 ブルトン（アーケード版ではステージ6、ゲームボーイ版ではステージ4）
回転体当たり、金縛り光線、隕石召喚、ワープ、バリヤーなど、特殊な攻撃が多い。原作と違い、戦闘時は暗雲が垂れ込めているが、倒すと晴れる。
どくろ怪獣 レッドキング（アーケード版ではステージ10、ゲームボーイ版ではステージ3）
岩を投げたり、パンチを仕掛けてくる。
本作品に登場するレッドキングは2代目である。
宇宙忍者 バルタン星人（アーケード版ではステージ3、ゲームボーイ版ではステージ2）
大ジャンプ、光線、分身の術などを使う。
古代怪獣 ゴモラ（アーケード版ではステージ8、ゲームボーイ版ではステージ6）
体当たりと尻尾で締め付ける攻撃を持つ。また、パンチも仕掛けてくる。
悪質宇宙人 メフィラス星人（アーケード版ではステージ11、ゲームボーイ版ではステージ7）
大ジャンプキック・投げ・光線・ダッシュなどはウルトラマンに近い。ワープもできる。スペシウム光線を撃つとメフィラスも光線を撃って相殺。「宇宙人同士が争っても仕様が無い」という会話デモが発生してステージクリア。原作と違い、戦闘時は夕方になっている。
怪獣酋長 ジェロニモン（アーケード版ではステージ12）
反重力光線と羽根飛ばし攻撃を持つ。また、パンチも仕掛けてくる。
ゲームボーイ版では未登場。原作と違い、戦闘時は雷雲が立ち込めている。
宇宙恐竜 ゼットン（アーケード版ではステージ13、ゲームボーイ版ではステージ9）
大ジャンプキック・投げ・赤色光線・ワープ・バリヤーなど強力な攻撃を多数持っている。
ゼットンの体力を0まで削ってウルトラマンがスペシウム光線を撃つと、原作通りこれが防御されてゼットンから撃ち返されたビームの前に倒されるデモが発生。その後、科特隊隊員がペンシル爆弾をゼットンに発射するミニゲームが開始。ペンシル爆弾の弾数は残機数+1（1発外すごとに残機を消費し、最大9発。また、アーケード版では残機の概念がないため2発固定）を持っており、1発でも命中するとエンディングだが、時間切れか命中せず弾数がなくなるとただちにゲームオーバーとなり、アーケード版や機種にかかわらずコンティニューは一切できない。家庭用機種では難易度イージーではスタッフロールは流れず、赤い玉（ゾフィー）が飛んでいって「終」の文字が表示される。ノーマルかエキスパートだとスタッフロールあり。背景はウルトラマンとゾフィーが光の国に帰っていくムービー。

### アーケード版に登場する怪獣
透明怪獣 ネロンガ（ステージ2）
電撃攻撃を行い、時々透明になる（見えなくなるだけで攻撃は当たる）。
磁力怪獣 アントラー（ステージ7）
ウルトラマンがスペシウム光線を撃つと、ムラマツ隊長がバラージの青い石を投げるデモが発生。

### アーケード版とゲームボーイ版に登場する怪獣
宇宙忍者 バルタン星人 2代目（宇宙忍者 バルタン星人の復讐）（アーケード版ではステージ9、ゲームボーイ版ではステージ8）
初代とは使う技のタイミングが若干違う。アーケード版では止めはウルトラスラッシュ（原作でウルトラスラッシュによって切断されたため）。

### ワンダースワンカラー版にのみ登場するキャラクター
ウラン怪獣 ガボラ
にせウルトラマン
毒ガス怪獣 ケムラー
ゾフィー（隠しキャラクター）
SFC版とアーケード版はエンディングのみ登場。

### 『ウルトラマンG』をベースにしたスーパーニンテンドー海外版に登場する怪獣
Gudis（邪悪生命体 ゴーデス）
Bogun（双脳地獣 ブローズ）
Degola（風魔神 デガンジャ）
Barrangas（毒ガス幻影怪獣 バランガス）
Gudis II（邪悪生命体 ゴーデス第2形態）
Zebokon（守護獣 ガゼボ）
Majaba（昆虫怪獣 マジャバ）
Kodalar（伝説深海怪獣 コダラー）
Killazee（伝説宇宙怪獣 シラリー）

## 移植版
| No. | タイトル                  | 発売日         | 対応機種             | 開発元     | 発売元                 | メディア                              | 型式       | 備考       |
| --- | ------------------------- | -------------- | -------------------- | ---------- | ---------------------- | ------------------------------------- | ---------- | ---------- |
| 1   | ウルトラマン              | 1991年4月      | アーケード           | ベック     | バンプレスト           | 業務用基板                            | -          |            |
| 2   | ウルトラマン              | 1991年12月29日 | ゲームボーイ         | ベック     | ベック                 | 1メガビットロムカセット               | DMG-UNJ    |            |
| 3   | ウルトラマン              | 1993年4月9日   | メガドライブ         | ヒューマン | マーバ                 | 4メガビットロムカセット               | T-16023    |            |
| 4   | ウルトラマン 光の国の使者 | 2001年6月21日  | ワンダースワンカラー | バンダイ   | バンダイ               | ロムカセット                          | SWJ-BANC11 | リメイク版 |
| 5   | ウルトラマン              | 2006年1月20日  | iアプリ              | バンダイ   | バンダイネットワークス | ダウンロード （バンダイコレクション） | -          |            |
| 6   | ウルトラマン              | 2006年11月15日 | S!アプリ             | バンダイ   | バンダイネットワークス | ダウンロード                          | -          |            |

スーパーファミコン版
- バンダイのスーパーファミコン参入第1弾ソフト。

アーケード版
- バンプレストより発売（タイトル画面の著作権表記にはバンダイの記述もあり）。本作品が同社のアーケードゲーム初参入作品である。スーパーファミコン版とほぼ共通の内容だが、ステージの構成が異なる。また、家庭用には登場しない怪獣・宇宙人が登場する。

ゲームボーイ版
- ベックより発売。スーパーファミコン版の移植だがゲーム機の性能の関係上かなり簡略化されている。通信対戦モードのみ怪獣も使用可能。テレスドンとジェロニモンが登場せず、代わりにバルタン星人2代目が登場する。

メガドライブ版
- マーバより発売。

ワンダースワンカラー版
- 基本的な戦闘システムは同じだが、グラフィックは一新されている。細かい演出や新モード、新怪獣とゾフィーの追加（逆に削除された怪獣もいる）、怪獣も必殺技ゲージを持ち操作も可能、スペシウム光線以外の必殺技やキックでもフィニッシュを決められる、ストーリーデモの追加など、大幅にリメイクして移植された作品。

携帯電話版
- システム、登場怪獣の数はスーパーファミコン版と同じだが、音声の変更、難易度がハード、エンディングムービー（クレジット）がない（後で発売された他キャリアのアプリもおなじ）。

## スタッフ
- 監督：石上幹雄
- 助監督：J.センダ、平野雄二
- 監修：東海林隆、尾形和正
- 企画演出：林広之
- 制作：M.フルサワ、K.ノムラ
- 美術：林広之
- 音楽：和久田貴浩
- 特殊音響：林徹、和久田貴浩

## 評価
スーパーファミコン版
ゲーム誌『ファミコン通信』の「クロスレビュー」では合計30点（満40点）でシルバー殿堂入りを獲得、『ファミリーコンピュータMagazine』の読者投票による「ゲーム通信簿」での評価は以下の通りとなっており、23.2点（満30点）となっている。また、1998年に刊行されたゲーム誌『超絶 大技林 '98年春版』（徳間書店）では、「オープニングタイトルや、3分間しか闘えないシステムなど、TVで見て育った世代やマニアにはたまらない内容になっている」と演出面に関して肯定的なコメントで紹介されている。
| 項目 | キャラクタ | 音楽 | お買得度 | 操作性 | 熱中度 | オリジナリティ | 総合 |
| 得点 | 4.3        | 4.0  | 3.6      | 3.7    | 3.9    | 3.8            | 23.2 |

アーケード版
ゲーム誌『ゲーメスト』（新声社）誌上で行われていた「第5回ゲーメスト大賞」（1991年度）において、ベストアクション賞9位、ベスト演出賞8位、年間ヒットゲーム27位を獲得した。
メガドライブ版
- ゲーム誌『ファミコン通信』の「クロスレビュー」では6・6・5・5の合計22点（満40点）となっている[16][11]。レビュアーは「元から全ての背景を描き込んでいるためSFC版よりウルトラマンが小さく見え迫力がスケールダウン」とグラフィック面でSFC版より劣っていると指摘、「操作が複雑、かなり高くジャンプできるようになったのは逆に操作しにくい」、「怪獣の回復がやけに早い、難易度はやや難しい、BGMがチープ」と音楽、難易度、操作性に関して否定的な評価をしている[11]。

- ゲーム誌『メガドライブFAN』の読者投票による「ゲーム通信簿」での評価は以下の通りとなっており、17.7点（満30点）となっている[13]。また、1998年に刊行されたゲーム誌『超絶 大技林 '98年春版』（徳間書店）では、「パンチ、キック、光線技などで敵にダメージを与え、最後にスペシウム光線でとどめをさすという、TVどおりの設定がマニアの血を熱くする」と演出面に関して肯定的なコメントで紹介されている[13]。

| 項目 | キャラクタ | 音楽 | お買得度 | 操作性 | 熱中度 | オリジナリティ | 総合 |
| 得点 | 3.3        | 2.8  | 3.3      | 2.9    | 2.8    | 2.6            | 17.7 |

- ゲーム本『メガドライブ大全』（2004年、太田出版）では、「二頭身のSDキャラでなく、初めて『八頭身のウルトラマン』をゲーム化しようとした鼻息は高く買える作品」、「『トドメはスペシウム光線』のこだわりにも共感できるが、ベムラーを体力0まで痛めつけても、必殺技のゲージが不足して、マンが時間切れで倒れるのはすっきりしない。『バラージの石』ほか演出は充実」とゲームシステムに関しての問題点を指摘しているが、演出面に関して肯定的に評価している[14]。